# Michail Nesterov
Michail Nesterov, född 31 maj (19 maj enligt gamla stilen) 1862 i Ufa i Kejsardömet Ryssland, död 18 oktober 1942 i Moskva i Sovjetunionen, var en rysk målare. 
I sina tidiga verk idealiserade Nesterov den ryska landsbygdsbefolkningen. Genombrottsverket Kristi brud från 1887 pekade fram mot ett måleri präglat av djup religiositet och medeltidens helgongestalter. Gradvis antog hans konst en symbolistisk inriktning. Nesterov porträtterade bland andra Lev Tolstoj, Maksim Gorkij och Ivan Pavlov.
Han ställde ut med peredvizjnikerna och förknippades även med Mir Iskusstva.

## Galleri

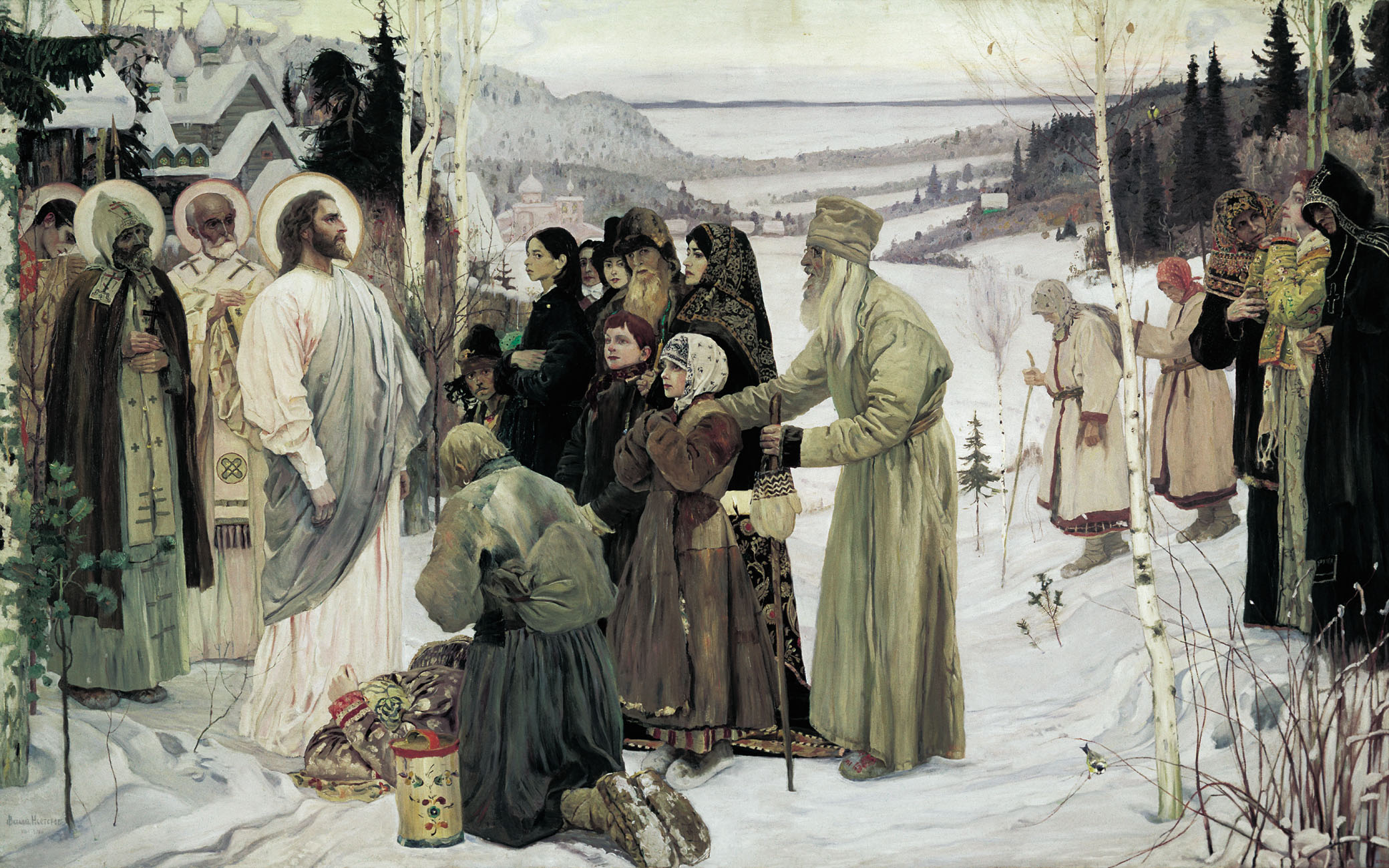
Det heliga Ryssland, 1901–1906.
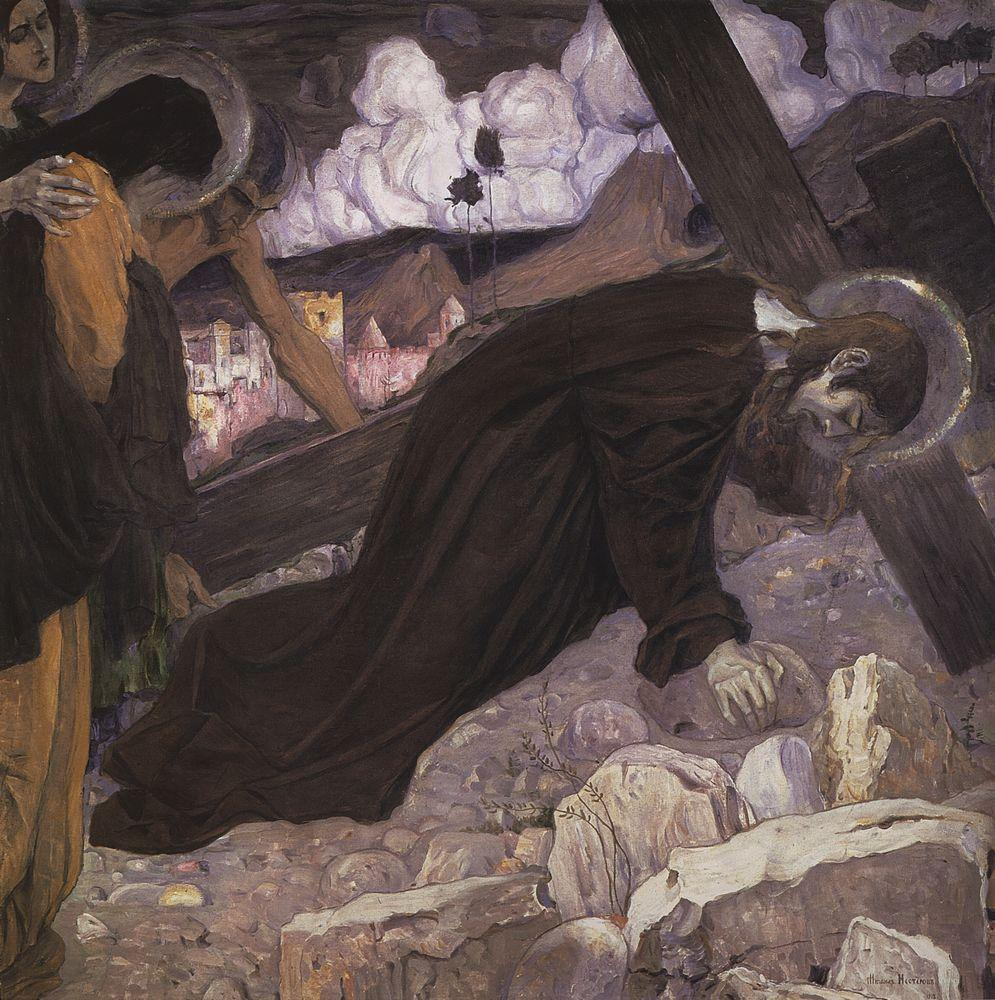
Jesus faller under korsets tyngd, 1912.
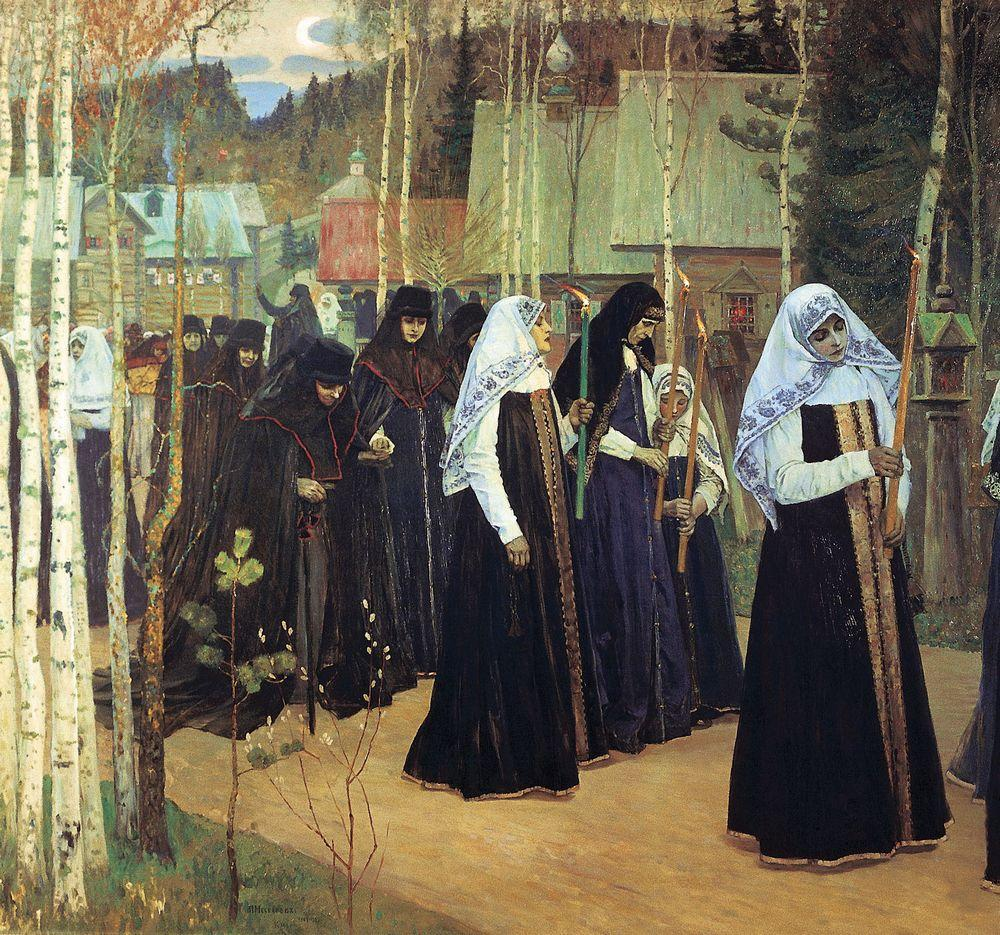
Nunnor och noviser i procession, 1897–1898.
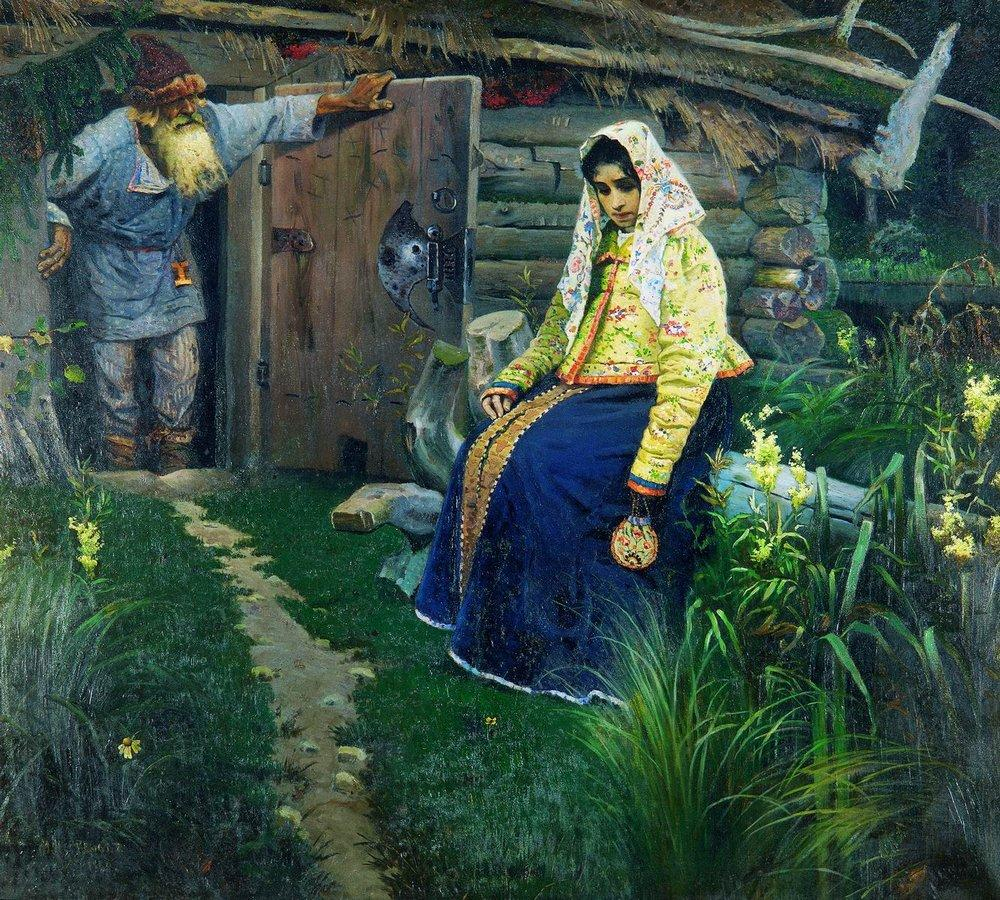
Kärleksdrycken, 1888.
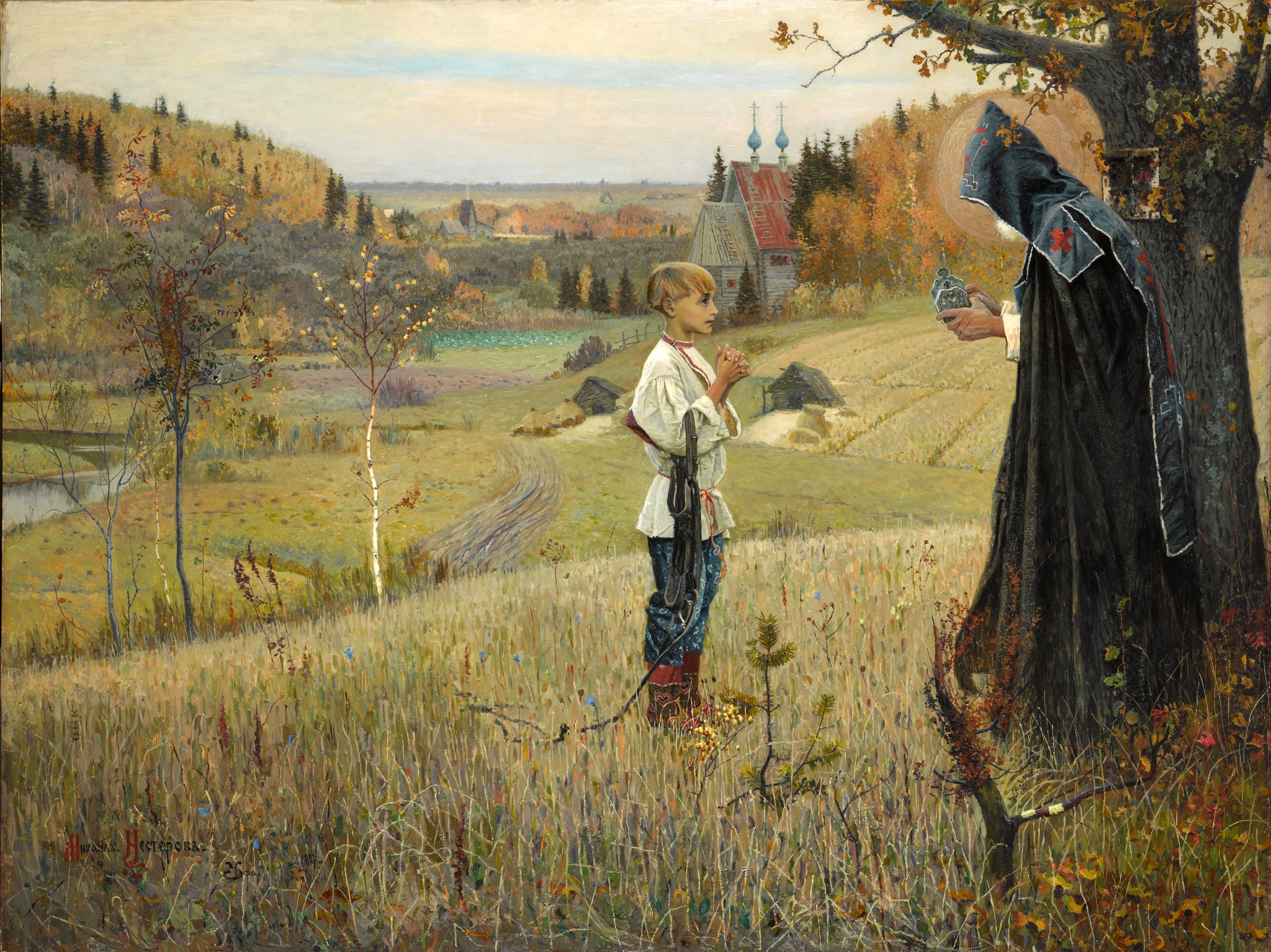
Den unge Bartolomeus uppenbarelse, 1889–1890.
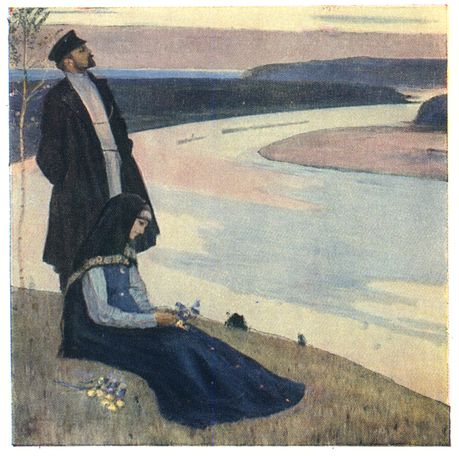
Bortom Volga, 1905.
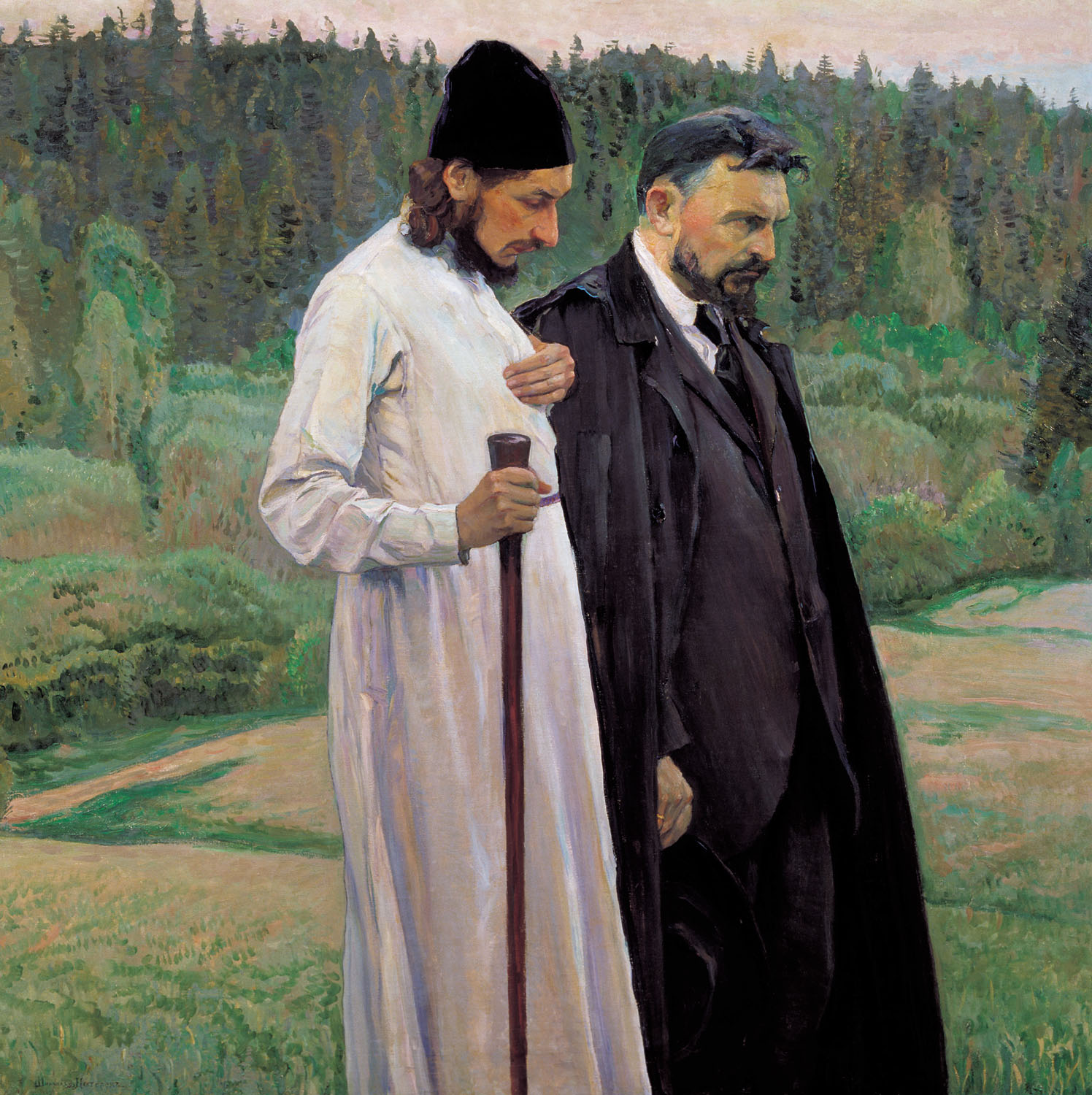
Filosoferna Pavel Florenskij och Sergej Bulgakov, 1917.
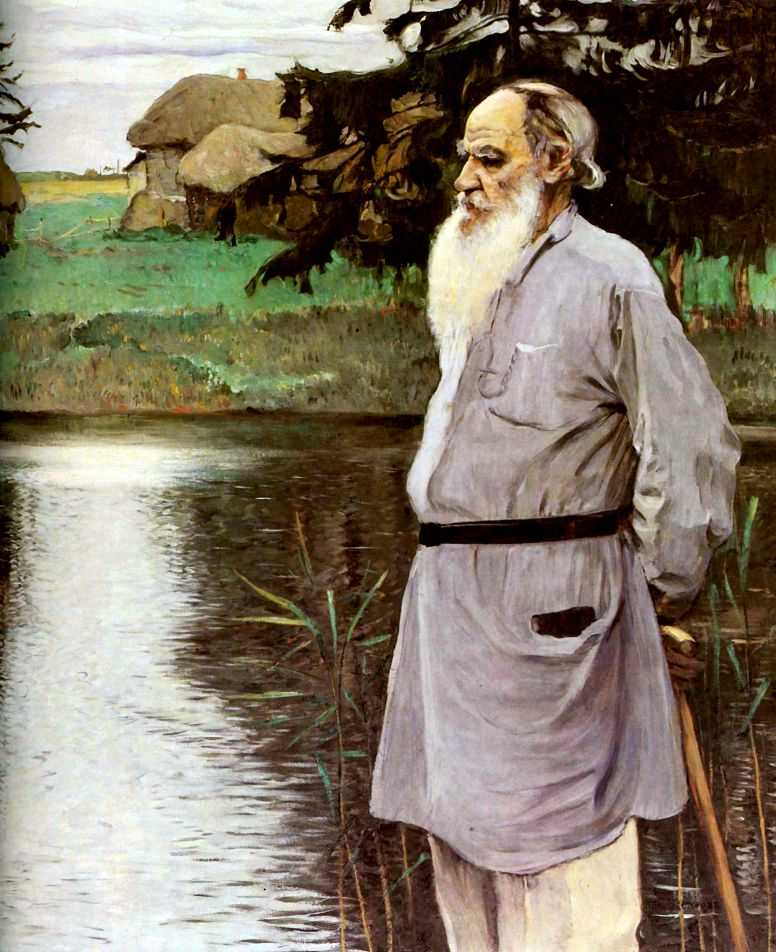
Lev Tolstoj, 1906.
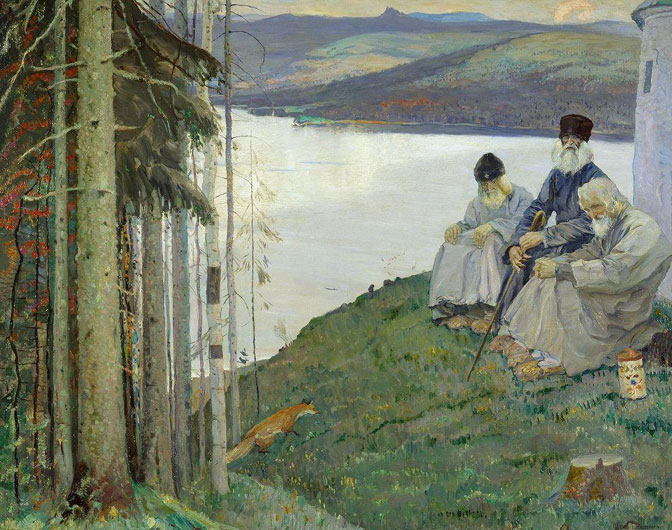
Tre gamla män med en räv, 1914.